# A Cowboy's Best Girl

A Cowboy's Best Girl est un film muet américain réalisé par Otis Thayer et sorti en 1912.

## Fiche technique
- Titre : A Cowboy's Best Girl
- Réalisation : Otis Thayer
- Scénario : Everett McNeil
- Producteur :  William Selig
- Société de production : Selig Polyscope Company
- Société de distribution : Selig Polyscope Company
- Pays d'origine :  États-Unis
- Langue : film muet avec les intertitres en anglais
- Format : Noir et blanc — 35 mm — 1,33:1 — Muet
- Genre : Western
- Durée : 10 minutes
- Dates de sortie : 
  - États-Unis :16 janvier 1912

## Distribution
- Rex De Rosselli : Glen Arnold
- Bob Perry : Perry Summers
- William Duncan : Carl Graham
- Tom Mix : Bull Stokes
- Frank Carroll : William Marson
- Olive Mix : Belle Thomas
- Myrtle Stedman : Alice Marson
- Charles Canterbery : Big Bill
- Florence Dye : Lucy Starr
- Old Blue : le cheval de Tom Mix